# Авъл Корнелий Кос (диктатор)
Вижте пояснителната страница за други личности с името Авъл Корнелий Кос.
Авъл Корнелий Кос (на латински: Aulus Cornelius Cossus) e римски сенатор и политик от 4 век пр.н.е. Произлиза от фамилията (gens) Корнелии.
През 385 пр.н.е. той е диктатор с Тит Квинкций Цинцинат Капитолин като началник на конницата. Побеждава волските и получава затова триумф. След това потушава вълненията между плебеите и арестува Марк Манлий Капитолин, който е обвинен, че желае царската титла и е екзекутиран след една година на иТарпейската скала.